# 滿州庄
滿州庄，為1920年~1945年間存在之行政區，轄屬高雄州恆春郡。今屏東縣滿州鄉。

## 街庄原名
原屬
- 永靖里之蚊蟀庄、射麻裡庄
- 安定里之猪朥束庄、港口庄
- 長樂里之林庄
- 治平里之九個厝庄
- 泰慶里之九棚庄
  - 蚊蟀庄改稱滿州[1]

## 行政區劃
滿州庄轄域內分為滿州、射麻裡、豬朥束、港口、响林、九個厝、九棚七個大字。